# Mycosphaerella arachidis
Mycosphaerella arachidis är en svampart som beskrevs av Deighton 1967. Mycosphaerella arachidis ingår i släktet Mycosphaerella och familjen Mycosphaerellaceae.   Inga underarter finns listade i Catalogue of Life.